# روبر رولو
روبر رولو (فرانسوی: Robert Bouloux‎؛ زادهٔ ۲۰ مهٔ ۱۹۴۷) دوچرخه‌سوار اهل فرانسه است.